# Siyabonga Nomvethe
Siyabonga Nomvethe, född 2 december 1977 i Durban, är en sydafrikansk före detta fotbollsspelare som sist spelade för AmaZulu.
Efter att ha spelat i sydafrikanska klubbar skrev Nomvethe på för italienska storklubben Udinese år 2001. Där blev det sparsamt med speltid till och med år 2003. Därefter blev det spel som utlånad i tre andra klubbar de två sista åren där kronan på verket blev att hjälpa Djurgårdens IF till ett nytt ligaguld där den mest betydelsefulla insatsen var ett mål i 3-1-segern borta mot IFK Göteborg på Ullevi i en seriefinal där guldet nästan i praktiken säkrades. Trots de fina insatserna i Djurgården blev det ingen förlängning utan istället gick Nomvethe till sydafrikanska klubben Orlando Pirates, där han spelade till sommaren 2006 och skrev på för danska klubben Ålborg. 
Nomvethe spelade under sin fotbollskarriär över 70 matcher för det sydafrikanska landslaget.

## Meriter
- Liga- och Cupguld 2005 med Djurgårdens IF
- Landskamper med Sydafrika

## Säsongsfacit: seriematcher/mål
- 07-08: 4 / 2 (efter omgång 4)
- 06-07: 30 / 4
- 05-06: ?
- 05-05: 5 / 1 (i DIF - hösten 2005)